# ایمون واکر
ایمون واکر (انگلیسی: Eamonn Walker؛ زادهٔ ۱۲ ژوئن ۱۹۶۲) بازیگر اهل بریتانیا است. وی از سال ۱۹۸۵ میلادی تاکنون مشغول فعالیت بوده‌است. از فیلم‌هایی که وی در آن نقش داشته‌است، می‌توان به مکانی برای تنها مردن، ارباب جنگ، اشک‌های خورشید، پیام‌آور، نشکن، مردان کمپانی و کادیلاک رکوردز و مجموعه تلوزیونی شیکاگو فایر اشاره کرد.